# Projekt 705 Lira
Projekt 705 Lira (ryska: Лира, ”lyra”) eller Alfa-klass var en serie om sju atomubåtar byggda i Sovjetunionen under 1970-talet. Lira-klassen var de snabbaste ubåtar som serieproducerats, överträffade enbart av den enda ubåten i klassen Projekt 661 Antjar (Papa-klass).
Lira-klassen var unik såtillvida att de var de enda ubåtar som drevs av en blykyld snabbreaktor vilket gav möjlighet till ett högt effektuttag i en liten ubåt. Eftersom reaktorn var blykyld var det inte tekniskt möjligt att ladda om bränslet utan att kylmedlet övergick i fast form. Reaktorn i Lira-klassen var därför dimensionerad för en operativ livslängd på 70 år.

## Historia
Redan i maj 1960 började designbyrån Malachit i Leningrad att studera möjligheten att bygga en liten och mycket snabb ubåt som skulle kunna genskjuta och förstöra fientliga fartyg och ubåtar. Ubåten skulle kunna köra fortare och dyka djupare än alla andra ubåtar och därmed undgå att bekämpas. Ubåten skulle ha ett deplacement på 1500 ton och en besättning på 16 man.
Djupgåendet och hastigheten lyckades man uppnå med hjälp av ett skrov av titan och en blykyld snabbreaktor, men de praktiska problemen blev svårbemästrade och 1963 bestämde man sig för att öka deplacementet med 800 ton för att kunna fördubbla besättningen till 32 man.
Det första fartyget började byggas i Leningrad i juni 1968 och sjösattes 22 april 1969.
Den extrema prestandan hos Lira- och Antjar-klasserna gjorde att västländerna började utveckla nya vapen för att möta hotet från dem. Detta ledde bland annat till de amerikanska Mark 48 och de brittiska Spearfish-torpederna.
År 1972 drabbades ubåten K-64 av ett läckage i reaktorn. När trycket i reaktorn sjönk stelnade kylmedlet och hindrade vidare läckage, vilket räddade besättningen från strålskador, men reaktorn totalförstördes. K-64 avrustades och kapades i två delar. Den främre delen transporterades till Leningrad där den användes för utbildning av ubåtsbesättningar. Den aktre delen fylldes med epoxi och sänktes 1980 utanför ubåtsbasen Poljarnyj på Kolahalvön.
Övriga ubåtar avrustades 19 april 1990 utom K-123 som 1982 råkat ut för en olycka i vilken cirka två ton flytande metall läckte ut i reaktorinneslutningen vilket innebar att reaktorn behövde totalrenoveras. Detta tog nio år och K-123 behölls därefter i tjänst fram till 1996.

Principen för en blykyld snabbreaktor.

## Fartyg i klassen
| Namn  | Kölsträckt       | Sjösatt           | Tagen i tjänst    | Avrustad        |
| ----- | ---------------- | ----------------- | ----------------- | --------------- |
| K-64  | 2 juni 1968      | 22 april 1969     | 31 december 1971  | 19 augusti 1974 |
| K-123 | 22 december 1967 | 4 april 1976      | 12 december 1977  | 1 juli 1996     |
| K-316 | 26 april 1969    | 25 juli 1974      | 30 september 1978 | 19 april 1990   |
| K-432 | 12 november 1967 | 3 november 1977   | 31 december 1971  | 19 april 1990   |
| K-373 | 26 juni 1972     | 19 april 1978     | 29 december 1979  | 19 april 1990   |
| K-493 | 21 januari 1972  | 21 september 1980 | 30 september 1981 | 19 april 1990   |
| K-463 | 26 juni 1975     | 30 mars 1981      | 30 december 1981  | 19 april 1990   |